# Chrysobothris indica
Chrysobothris indica är en skalbaggsart som beskrevs av François Louis Nompar de Caumont de Laporte och Hippolyte Louis Gory 1837. Chrysobothris indica ingår i släktet Chrysobothris och familjen praktbaggar. Inga underarter finns listade i Catalogue of Life.